# Elgin (Oregon)
Elgin és una població dels Estats Units a l'estat d'Oregon. Segons el cens del 2007 tenia 1.685 habitants.

## Demografia
Segons el cens del 2000, Elgin tenia 1.654 habitants, 638 habitatges, i 444 famílies. La densitat de població era de 645,1 habitants per km².
Dels 638 habitatges en un 31,8% hi vivien nens de menys de 18 anys, en un 55,5% hi vivien parelles casades, en un 11,4% dones solteres, i en un 30,4% no eren unitats familiars. En el 23,5% dels habitatges hi vivien persones soles el 10,7% de les quals corresponia a persones de 65 anys o més que vivien soles. El nombre mitjà de persones vivint en cada habitatge era de 2,58 i el nombre mitjà de persones que vivien en cada família era de 3,06.
Per edats la població es repartia de la següent manera: un 28,4% tenia menys de 18 anys, un 7,6% entre 18 i 24, un 25,2% entre 25 i 44, un 23,8% de 45 a 60 i un 15,1% 65 anys o més.
L'edat mediana era de 36 anys. Per cada 100 dones de 18 o més anys hi havia 94,3 homes.
La renda mediana per habitatge era de 31.449$ i la renda mediana per família de 35.529$. Els homes tenien una renda mediana de 31.250$ mentre que les dones 17.500$. La renda per capita de la població era de 14.861$. Aproximadament el 8,8% de les famílies i el 14,2% de la població estaven per davall del llindar de pobresa.

## Poblacions més properes
El següent diagrama mostra les poblacions més properes.